# Jeanne Shaheenová
Cynthia Jeanne Shaheenová (* 28. ledna 1947, Saint Charles, Missouri, USA) je americká politička za Demokratickou stranu. Od roku 2009 je senátorkou USA za stát New Hampshire.
Před svým zvolením do Senátu Spojených států vedla Institut polických studií na Harvardově univerzitě. V letech 1997–2003 byla guvernérkou New Hampshiru jako první žena v historii tohoto státu.
Je provdaná za amerického právníka libanonského původu Billa Shaheena. Spolu mají dvě děti.